# وترن (استان کیوستندیل)
وترن (به بلغاری: Vetren) یک منطقهٔ مسکونی در بلغارستان است که در شهرستان نوستینو واقع شده‌است.